# 谢星辉
谢星辉（1926年—），男，原籍江苏无锡，生于上海，中国工业药剂专家，曾任上海医药工业研究院研究员。